# Europees kampioenschap voetbal 2012 (Groep B) Nederland - Denemarken
Dit artikel gaat over de wedstrijd in de groepsfase in groep B tussen Nederland en Denemarken die gespeeld werd op 9 juni 2012 tijdens het Europees kampioenschap voetbal 2012.
Het is de derde wedstrijd van het toernooi en werd gespeeld in het Metaliststadion in Charkov. Het is de eerste wedstrijd in Oekraïne.

## Voorafgaand aan de wedstrijd
- Op de FIFA-wereldranglijst van mei 2012 stond Nederland op de vierde plaats, Denemarken op de tiende.[1]
- Nederland en Denemarken hebben 28 keer eerder tegen elkaar gespeeld. Nederland was twaalf keer de overwinnaar, tegen Denemarken zes keer. Tien duels eindigden in een gelijkspel. In de 28 wedstrijden heeft Nederland 57 keer gescoord, tegenover 36 Deense doelpunten.
- Nederland en Denemarken hebben twee keer eerder tegenover elkaar gestaan op de eindronde van het Europees kampioenschap voetbal mannen. De eerste keer was in 1992 in de halve finale in het Zweedse Göteborg. Deze wedstrijd zou in een 2-2 gelijkspel eindigen. Ook tijdens de verlenging werd er niet meer gescoord. Denemarken won deze wedstrijd na het nemen van strafschoppen. Tijdens het Europees kampioenschap voetbal 2000 in Nederland en België speelden beide landen ook tegenover elkaar. Deze keer in de groepsfase. Het werd 3-0 voor Nederland door doelpunten van Kluivert, De Boer en Zenden.
- Nederland kwalificeerde zich als groepswinnaar voor het toernooi. Het speelde in een poule met onder ander Zweden en Hongarije. Van de tien duels werden er negen gewonnen. Slechts de laatste kwalificatiewedstrijd in en tegen Zweden werd verloren.
- Denemarken kwalificeerde zich als groepswinnaar voor het eindtoernooi. Het wist Portugal voor te blijven in een poule waar Noorwegen op de derde plaats eindigde.
- De laatste keer dat Nederland en Denemarken elkaar ontmoetten bij een eindtoernooi, was op het wereldkampioenschap voetbal 2010 in Zuid-Afrika. Nederland en Denemarken speelden ook hier het openingsduel tegen elkaar. Nederland won deze groepswedstrijd toen met 2-0, door een eigen goal van Daniel Agger en een goal van Dirk Kuijt.
- Bij de vorige editie van het Europees kampioenschap voetbal, behaalde Nederland de kwartfinale, waar het na verlenging verloor van Rusland met 3-1. Voor Nederland scoorde Ruud van Nistelrooij.
- Denemarken was er in 2008 niet bij, maar waren in 2004 bij het toernooi in Portugal er wel bij. Hier verloor het tijdens de kwartfinale van Tsjechië met 3-0.
- De wedstrijd is de vijftigste onder leiding van Bert van Marwijk als bondscoach. Van de voorgaande 49 wedstrijden werden er 34 gewonnen, 5 verloren en 10 gelijk gespeeld. In totaal werd er door Oranje 109 keer gescoord; 37 keer kregen ze een tegendoelpunt. De topscorer van het elftal is Klaas-Jan Huntelaar met 23 doelpunten, gevolgd door Robin van Persie met 19 doelpunten. Dirk Kuijt speelde tot nu toe de meeste wedstrijden onder Van Marwijk, gevolgd door Mathijsen.
- Nederland mist Joris Mathijsen als gevolg van een blessure aan de hamstring. Deze blessure liep hij op tijdens de voorbereiding op het Europees kampioenschap in een oefenwedstrijd tegen Bulgarije.[2]

## Wedstrijdgegevens

De basisopstellingen van beide landen

| Datum                      | 9 juni 2012              | 9 juni 2012              |
| Wedstrijdnummer            | 3                        | 3                        |
| Stadion                    | Metaliststadion, Charkov | Metaliststadion, Charkov |
| Toeschouwers               | 35.923                   | 35.923                   |
| Scheidsrechter             | Damir Skomina            | Damir Skomina            |
| Assistenten                | Primoz Arhar Matej Zunic | Primoz Arhar Matej Zunic |
| Vierde man                 | Pavel Královec           | Pavel Královec           |
| Man van de wedstrijd       | Michael Krohn-Dehli      | Michael Krohn-Dehli      |
|                            | Nederland                | Denemarken               |
| Doelpunten                 | 0                        | 1                        |
| Gele kaarten               | 1                        | 2                        |
| Rode kaarten               | 0                        | 0                        |
| Wissels                    | 3                        | 2                        |
| Schoten op doel            | 8                        | 5                        |
| Schoten naast doel         | 19                       | 1                        |
| Overtredingen              | 7                        | 12                       |
| Hoekschoppen               | 11                       | 4                        |
| Buitenspel                 | 1                        | 2                        |
| Vrije trappen              | 14                       | 8                        |
| Balbezit (tijd in minuten) | 56,24                    | 41,36                    |
| Balbezit (%)               | 56                       | 44                       |

| Nederland | 0 – 1           | Denemarken |
| | goals (assists) | 24' Michael Krohn-Dehli |
| Bert van Marwijk | bondscoach      | Morten Olsen |
| Maarten Stekelenburg Jetro Willems Ron Vlaar Johnny Heitinga Gregory van der Wiel 85' Nigel de Jong 71' Mark van Bommel Ibrahim Afellay 71' Wesley Sneijder Arjen Robben Robin van Persie | opstellingen    | Stephan Andersen Simon Poulsen Daniel Agger Simon Kjær Lars Jacobsen Niki Zimling William Kvist Michael Krohn-Dehli 74' Christian Eriksen 84' Dennis Rommedahl Nicklas Bendtner |
| Rafael van der Vaart 71' Klaas-Jan Huntelaar 71' Dirk Kuijt 85' | wissels         | 74' Lasse Schöne 84' Tobias Mikkelsen |
| Mark van Bommel 67' | gele kaarten    | 78' Simon Poulsen 81' William Kvist |
| | rode kaarten    | |

## Wedstrijden
| Groepswedstrijden | | | |
| Groep A | Groep B | Groep C                                                                                               | Groep D |
| Polen - Griekenland Rusland - Tsjechië Griekenland - Tsjechië Polen - Rusland Tsjechië - Polen Griekenland - Rusland | Nederland - Denemarken Duitsland - Portugal Denemarken - Portugal Nederland - Duitsland Portugal - Nederland Denemarken - Duitsland | Spanje - Italië Ierland - Kroatië Italië - Kroatië Spanje - Ierland Kroatië - Spanje Italië - Ierland | Frankrijk - Engeland Oekraïne - Zweden Oekraïne - Frankrijk Zweden - Engeland Engeland - Oekraïne Zweden - Frankrijk |
| Kwartfinales | | | |
| Tsjechië - Portugal                                                                                                  | Duitsland - Griekenland | Spanje - Frankrijk                                                                                    | Engeland - Italië |
| Halve finales | | | |
| ‎Portugal - Spanje | ‎Portugal - Spanje | Duitsland - Italië                                                                                    | Duitsland - Italië                                                                                                   |
| Finale | | | |
| Spanje - Italië | | | |